# Milieu Simmons au citrate
 (avril 2025).
Si vous disposez d'ouvrages ou d'articles de référence ou si vous connaissez des sites web de qualité traitant du thème abordé ici, merci de compléter l'article en donnant les références utiles à sa vérifiabilité et en les liant à la section « Notes et références ».
 (novembre 2022).

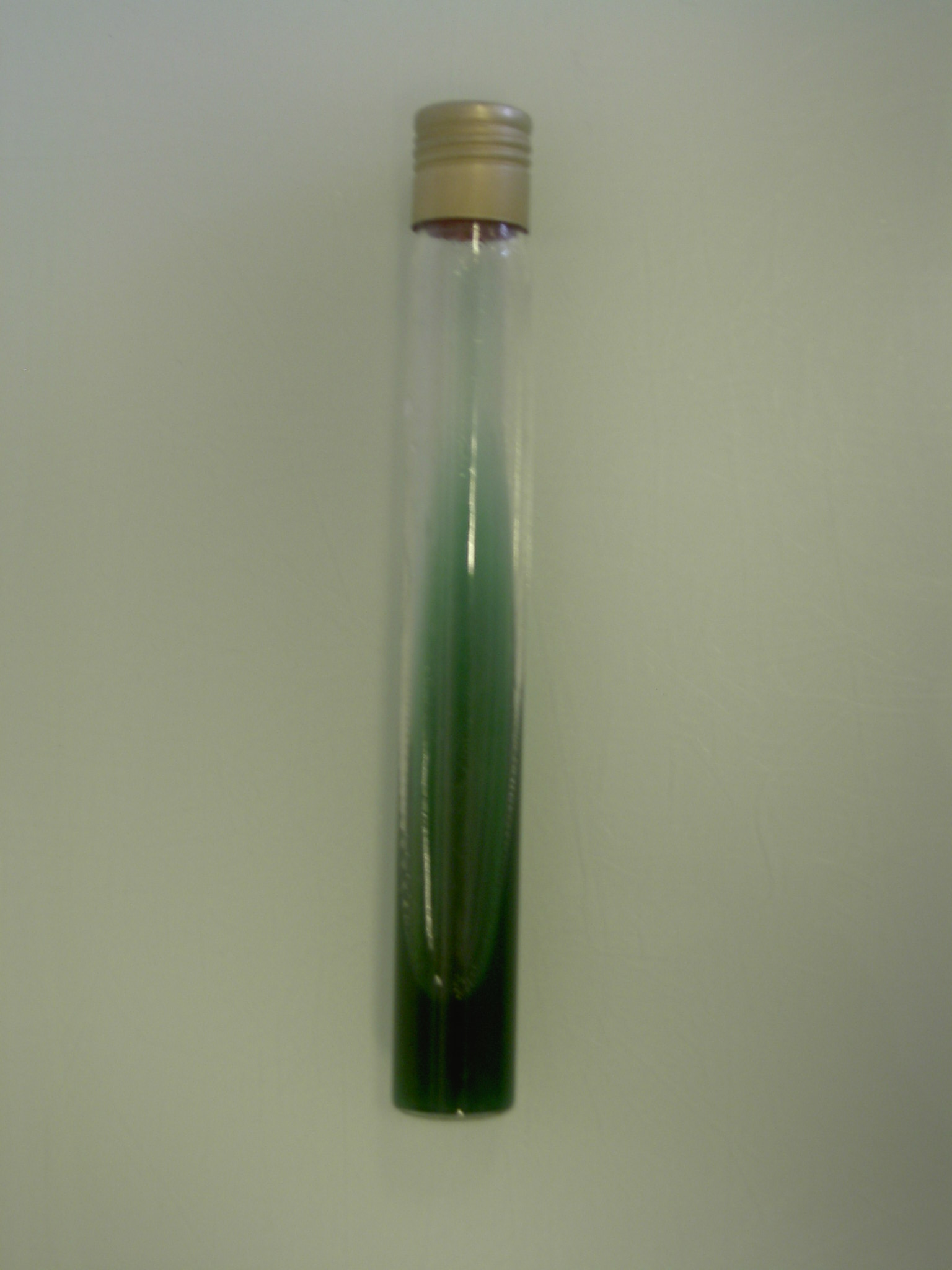
Milieu Citrate-Simmons en tube incliné (non-ensemencé).

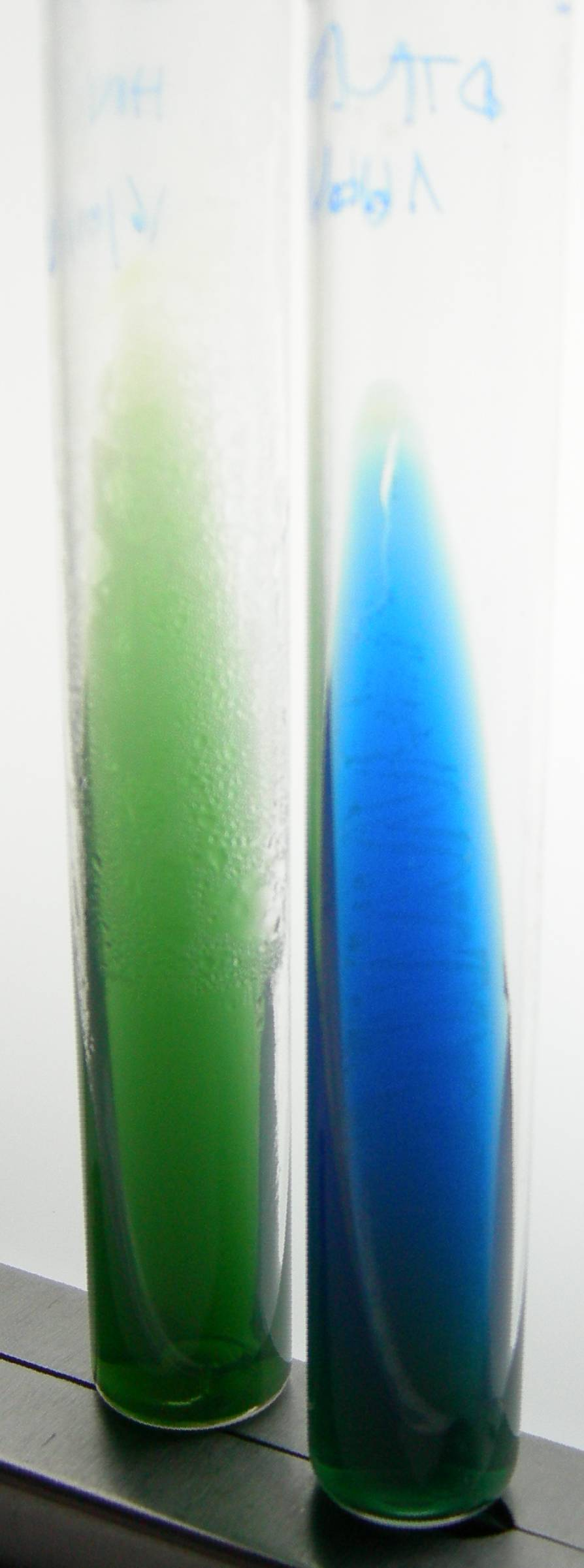
Comparaison de deux milieux ensemencés avec une bactérie Citrate de Simmons - et une + (Entérobactéries)

Le citrate de Simmons est un milieu de culture utilisant le citrate comme seule source de carbone.

## Composition
| Citrate de sodium               | 1,0 g  |
| Bleu de bromothymol             | 0,08 g |
| Chlorure de sodium              | 5,0 g  |
| Sulfate de magnésium            | 0,2 g  |
| Hydrogénophosphate de potassium | 1,0 g  |
| Dihydrogénophosphate d'ammonium | 1,0 g  |
| Agar-agar                       | 15,0 g |
| pH                              | 6,9    |

## Préparation
23 g par litre. Stérilisation classique par autoclavage. Conditionnement en tubes inclinés (pour l'oxygénation).

## Mode d'action
Ce milieu ne contient qu’une seule source de carbone : le citrate. Seules les bactéries possédant une citrate perméase, et prototrophes (pas de besoin en facteurs de croissance métaboliques) seront capables de se développer sur ce milieu.
L’utilisation du citrate peut se faire de diverses manières, ce qui suivant le cas, se traduira par une alcalinisation du milieu, plus ou moins importante.
La bactérie sera dite Citrate de Simmons + si elle alcalinise le milieu : elle utilise le citrate comme seule source de carbone et est prototrophe. Une bactérie auxotrophe utilisant le citrate ne peut être détectée sur ce milieu.
La réaction peut être résumée en : 2 C6H5073− + 9 O2  → 12 CO2 + 2 H2O + 6 HO−
Cette réaction est indiquée par le changement de couleur de l’indicateur de pH, le bleu de bromothymol qui devient bleu si l'alcalinisation est suffisante, et la culture car les bactéries ne l'utilisant pas ne peuvent pas cultiver (absence de source de carbone).	
Remarque : pour que la réaction se fasse de la manière la plus juste possible, le matériel utilisé sera le plus propre possible afin de ne contenir aucune particule organique qui pourrait fausser le résultat. Travailler en milieu stérile et avec du matériel stérile est la meilleure solution. Ne pas ensemencer avec une goutte de bouillon de culture. On peut utiliser une goutte de suspension réalisée en eau stérile. Bien laisser le bouchon débouché pour que le dioxygène pénètre et que le CO2, acidifiant, sorte.
En galerie API20E, le mécanisme est strictement identique et la lecture faite dans la zone aérobie.
Il existe un autre milieu : Citrate de Christensen dans lequel des peptones sont présentes apportant des facteurs de croissance métaboliques aux bactéries auxotrophes.

## Lecture
Virage vers le bleu (citrate de Simmons +) .Les bactéries utilisant le citrate comme seule source de carbone bleuissent normalement le milieu (alcalinisation);   pas de virage (citrate-) les bactéries ne l'utilisant pas ne cultivent pas. Toutefois, des bactéries peuvent utiliser le citrate comme seule source de carbone sans bleuir (Enterococcus) ce qui peut s'expliquer par une utilisation par fermentation puisque les Enterococcus, par exemple, ne sont pas capables d'utiliser le dioxygène.